# Protochauliodes aridus
Protochauliodes aridus là một loài côn trùng trong họ Corydalidae thuộc bộ Megaloptera. Loài này được Maddux miêu tả năm 1954.